# تاريخ طبرستان (كتاب)

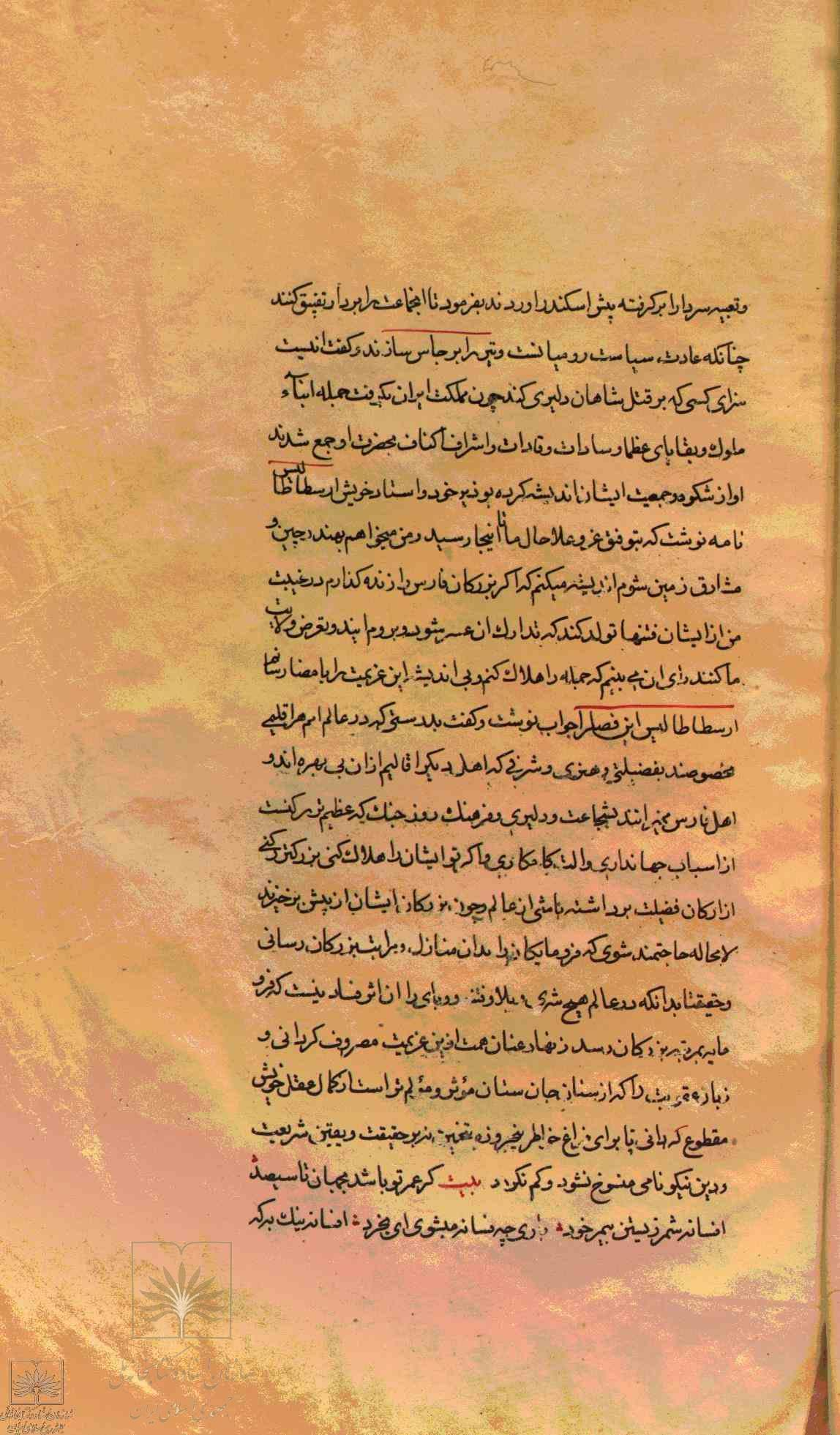
صفحة من مخطوطة الكتاب، التي ترجمها ابن المقفع من رسالة تنسر، وكتب في السطر الثالث: "ولما استولى (الإسكندر المقدوني) على مملكة إيران...

تاريخ طبرستان هو كتاب تاريخي ألفه ابن اسفنديار حوالي عام 613هـ / 1217م. يتناول موضوعه تاريخ طبرستان منذ القدم وتأسيس أبنية المدن ومعالم تلك البلاد وعجائبها، وذكر الملوك والنبلاء والعلماء والفلكيين والحكماء والشعراء المحليين. يتكون هذا الكتاب من أربعة أجزاء وهو صحيح في موضوعه ويحتوي على مادة لا يمكن العثور عليها في أي مكان آخر. ويُعد نثره، باستثناء المقدمة، أحد الأمثلة الممتعة للتأليف الفارسي. تم تضمين خطاب تنسر في هذا الكتاب. وتشمل جميع إصداراته المتوفرة أحداثًا تصل إلى 760 سنة قمرية وقد أضيف إليها ما يقرب من 150 عامًا من الأحداث بعد تأليف أولياء الله الآملي. ونشر عباس إقبال النسخة الكاملة لهذا الكتاب عام 1320هـ في مجلدين.